# Мамот Лејкс (Калифорнија)
Мамот Лејкс (енгл. Mammoth Lakes) град је у америчкој савезној држави Калифорнија. По попису становништва из 2010. у њему је живело 8.234 становника.

## Демографија
Према попису становништва из 2010. у граду је живело 8.234 становника, што је 1.141 (16,1%) становника више него 2000. године.
| Група             | 2000.         | 2010.         |
| Белци             | 5.213 (73,5%) | 5.143 (62,5%) |
| Афроамериканци    | 29 (0,4%)     | 29 (0,4%)     |
| Азијати           | 90 (1,3%)     | 128 (1,6%)    |
| Хиспаноамериканци | 1.575 (22,2%) | 2.772 (33,7%) |
| Укупно            | 7.093         | 8.234         |